# روان، لوآره
روان یک کمون در دپارتمنت لواره در شمال فرانسه است.